# Tetiana Skaczko
Tetiana Wiktoriwna Skaczko ukr. Тетяна Вікторівна Скачко, język rosyjski Татьяна Викторовна Скачко, z domu Pachowska ukr. Паховська (ur. 18 sierpnia 1954 w Woroszyłowgradzie) – ukraińska lekkoatletka reprezentująca Związek Socjalistycznych Republik Radzieckich, specjalistka skoku w dal, medalistka olimpijska z 1980.

## Kariera sportowa
Zajęła 4. miejsce w skoku w dal na halowych mistrzostwach Europy w 1977 w San Sebastián oraz 3. miejsce w zawodach pucharu świata w 1977 w Düsseldorfie. Zdobyła brązowy medal w tej konkurencji na uniwersjadzie w 1979 w Meksyku. Na halowych mistrzostwach Europy w 1980 w Sindelfingen zajęła 6. miejsce.
Na igrzyskach olimpijskich w 1980 w Moskwie zdobyła brązowy medal w skoku w dal, poprawiając swój rekord życiowy na 7,01 m, za swą koleżanką z reprezentacji Tatjaną Kołpakową i Brigitte Wujak z Niemieckiej Republiki Demokratycznej.
Na halowych mistrzostwach Europy w 1981 w Grenoble zajęła 4. miejsce, podobnie jak w zawodach pucharu świata w 1981 w Rzymie.
Była mistrzynią ZSRR w skoku w dal w 1980, a w hali w 1977, 1980 i 1981.

## Rekordy życiowe
Rekordy życiowe Skaczko:
| Konkurencja | Data i miejsce        | Wynik |
| ----------- | --------------------- | ----- |
| skok w dal  | 31 lipca 1980, Moskwa | 7,01  |